# 新高号防护巡洋舰
新高号防护巡洋舰（日语：／）是日本海軍的一艘防護巡洋舰，为新高级防护巡洋舰（日本海军名称）的首舰，是当时日本海军很罕见的完全无鱼雷武装的巡洋舰。本舰先后参加了日俄战争和第一次世界大战，1922年遇难沉没。
本舰舰名是为了纪念日本统治下的台湾的“新高山”（今玉山）。

## 设计和概述
1901年（明治34年），日本海军在甲午战争后制定的第二期海军扩张计划中，预定建造两艘三等巡洋舰，用以满足海军日益繁重的护航需求。此即新高级两舰。后来日本海军进一步决定裁减小型军舰建造数量，再添建第三艘（即日后的音羽），但因为财政紧絀，经费捉襟见肘，这也影响到了新高级两舰，建造时均屡次出现经费腾挪左支右绌之事。
本舰全长102.0米、宽13.44米、吃水4.92米，设计排水量3420吨。本舰的设计基本上是早前日本国产巡洋舰須磨的放大版。本舰吨位比起须磨增加了不少，因而防护能力要更为优秀一些；而且重心也更低，使得适航性也更好一些。动力方面，本舰舰体较大，可以装下16座尼克劳斯式锅炉，这比起须磨的机车式锅炉要先进不少。海试时自然通风下行驶3小时，平均航速20.48節（37.93每小時）节，实际出力6,316匹馬力（4,710千瓦特）。总体来说，本舰性能优于不少同时代的防护巡洋舰。
本舰主炮为6门40倍径单装6英寸（152）速射炮，艏艉各一门，最大旋转角度左右各60度共120度，仰角12度；上层建筑4角各一门。副炮为10门40倍径76毫米炮，其中8门分左右布置在舷侧，另有两门布置在船艏楼两边、舰艏6英寸炮后方两侧。轻型火力则为4门47毫米3磅炮。本舰武器装备最值得一提的是舰上完全没有装备鱼雷发射管。有鉴于美西战争中鱼雷的低可靠性和高殉爆风险，舰政局造船课认为毫无防护的鱼雷发射管对于军舰自身有着巨大的危险，故而本舰一开始就没有考虑搭载鱼雷。
防护方面，甲板的水平部分为38毫米，倾斜部分为76毫米。

## 舰历

### 建成至服役
1901年（明治34年）5月17日，日本海军造舰部门修改了新三等巡洋舰的设计，更改了舰艏楼的两门76毫米炮位置，移动到舰艏楼下面的前部两舷。7月16日，在欧洲的采购人员汇报本舰的轮机预算仅有65万多点；而预定采购的法国巴黎尼克劳斯公司的主机费用40万日元、锅炉34万余，总计75万余，差了将近10万日元。8月14日，军令部方面紧急批准了额外所需的10万日元。10月10日，本舰在吴海军工厂开工建造。1902年11月15日下水，同日正式命名为“新高”，并分类为三等巡洋舰。1903年（明治36年）7月，因为战列舰朝日需要占用人力物力进行零件更换和主机维修，新高的轮机部施工推迟了1个月。同月，造舰部门又修改了本舰的设计方案，更改了舰桥前部和消毒器室的设计。9月29日，由于物价上涨、以及之前的欠款一直无从着落，造舰部门再次申请增加拨款。1904年（明治37年）1月27日建成服役。

### 日俄战争
1903-1904年间，日本和俄国之间为了争夺在朝鲜的权益而展开了激烈的竞争。12月下旬日本海军将常备舰队解散，重新编成为第一、二、三舰队，其中第一、第二舰队编组为联合舰队。新高编入第二舰队第四战队（旗舰浪速、高千穗、新高、明石），战队司令为瓜生外吉海军少将。
1904年2月8-9日间，日本海军联合舰队主力对驻扎在旅顺港（俄方称亚瑟港）的俄国太平洋舰队发动突然袭击，日俄战争爆发。另一方面，瓜生的第4战队护送装载着陆军士兵的运输船。8日早上，瓜生所部与负责监视港内俄舰动向的日舰千代田会合。9日11:40，港内俄军防护巡洋舰瓦良格号和炮舰高丽人号拔锚离港。12:20装甲巡洋舰淺間开始对瓦良格号进行射击，双方随即展开交战交战；新高主要对高丽人号进行炮击。大约20分钟后，两艘俄舰不支被迫撤回港内，后自爆弃舰。新高在本次战斗中没有受损记录。
同年3月10日，第四战队（浪速、高千穗、新高、对马）对三山岛俄军进行炮击。
同年12月下旬，旅順會戰进入尾声，第一太平洋舰队（原太平洋舰队）已经全军覆没，而由齐诺维·罗杰斯特文斯基海军少将率领、从波罗的海舰队抽调舰艇而编成的救援舰队（第二太平洋舰队）正在一路杀来。联合舰队决定进行整修，以应对即将来临的决战。为此联合舰队重新进行整编，出羽重远海军中将指挥的第一舰队第三战队补充了损失的舰艇，下辖4艘防护巡洋舰（旗舰笠置、千歲、音羽、新高）。
1905年5月27日，俄国第二太平洋舰队在对马海峡遭遇联合舰队主力拦截。当天第三战队正在白濑西北方戒备，接获俄国舰队出现的警报后立即往目击地点驶去。10:42第三战队在神埼以南约15海里（28）发现俄国舰队踪迹，此后一直在俄国舰队左舷4—5海里（7—9）距离保持接触。11:40双方距离缩短至8000米，11:42俄舰向第三战队开火。俄舰炮击着弹点比较准确，有鉴于防护相对单薄的第三战队不是俄国战列舰的对手，出羽选择主动退避，将距离拉大到9000米，但依旧一路密切监视。13:20第一、第二战队从东北方向出现，第三战队也随之加速，绕到俄国舰队尾部，14:50距离俄国巡洋舰战队约7800米，笠置首先发起射击，15:18新高也加入了炮击。第三战队从俄国舰队后尾穿过，绕到了巡洋舰战队右侧，与第四战队一起形成交叉火力，迫使俄国巡洋舰战队以及辅助舰艇阵脚大乱。15:30奥列格号、阿芙乐尔号、迪米特里·顿斯柯伊号等为了救援战斗力最弱的辅助舰艇而向西回头，第三战队见势也立即转向，对巡洋舰战队紧咬不放。16:30以后，俄国战列舰战队受到日军主力舰压迫而改向，正好冲着第三、第四战队的方向过来。第三战队一时间陷入苦战，各舰多处中弹，只好先向东躲避，随后再跟在第一、第二战队后面前进。此时旗舰笠置水线下煤舱破口处进水的情况逐渐加剧，17:52出羽下令解散编队，让音羽、新高临时跟随在第四战队后面。第四战队司令瓜生外吉海军少将下令两舰跟随（此时第四战队序列变更为旗舰浪速、明石、对马、音羽、新高、高千穗）。18:15第四战队对已经瘫痪的战列舰苏沃洛夫公爵号以及同样受重创的修理船堪察加号进行炮击。当天的战斗中，新高在第三战队序列内时受到一发炮弹命中，1人战死、3人受伤；临时改换到第四战队后未受到命中。
27日深夜各战队退往郁陵岛重新集结，第四战队（临时加上音羽、新高）在郁陵岛南稍偏西约60海里处休整。28日05时左右，第五战队发现俄军残存的主力舰队从远处接近。日军各战队立即行动，第四战队（浪速、高千穗、对马、音羽、新高，欠明石）选择绕到俄国残存舰队南边，以截断其后路。07时左右，第四战队发现西边略偏南的方向有一艘敌舰正在北上。瓜生遂命令音羽、新高两舰脱队往西北偏北方向移动进行追击。08:00稍过不久，音羽、新高发现了巡洋舰斯韦特兰娜号以及一艘驱逐舰敏捷号，立即加速追赶。斯韦特兰娜号在27日的战斗中已经负了重伤，舰艏严重受损，速度锐减，自知无法逃脱，故而转向西打算到朝鲜岸边自沉。09:25音羽、新高两舰从斯韦特兰娜号舰艏右舷方位逼近到9000米处，斯韦特兰娜号首先开火。09:40音羽开始回击，跟在后面的新高一度试图开炮，但因为射程不够，又停止了射击。10时左右音羽一发炮弹击中斯韦特兰娜号舰艉，使斯韦特兰娜号舵机受损，开始左右晃动。日舰乘机拉近距离，10:25新高加入战团。日舰的炮击很快对斯韦特兰娜号造成起火，浓烟笼罩着舰身。可能就是在10:40前后，此前跟随在斯韦特兰娜号非战斗一侧的驱逐舰敏捷号突然加速向陆地方向逃离，新高见状立即追击。半路上新高遇到驱逐舰丛云，遂一同展开追击。敏捷号见逃脱无望，于是向西行驶，11:50在竹边湾北方海岸搁浅。新高靠近到5500米处，丛云跟随其后，一同向俄舰射击。敏捷号乘员将舰体的一部分进行了爆破，随后撤退到岸上。新高将处置的任务交给丛云后自行返回，14:30与音羽会合。
音羽、新高在返回的路上，18:20发现了落单的装甲巡洋舰迪米特里·顿斯柯伊号，立即连同第四驱逐队的朝雾、白云进行追击。另一边第四战队以及多艘日军驱逐舰也追踪到此，各日舰联合对迪米特里·顿斯柯伊号进行左右夹击。迪米特里·顿斯柯伊号中弹起火，仍奋力还击，20:14击中浪速造成重创，加上天色已晚，日本巡洋舰放弃了追击，改由驱逐舰继续围攻。音羽、新高与第四战队就此分别，前往出羽的旗舰千岁所在地。而受重创的迪米特里·顿斯柯伊号在岸边搁浅，舰上乘员弃舰上岸，29日06:46倾覆沉没。
同年6月14日，日本方面重新调整编制，第三战队（千岁、笠置、新高、音羽）司令改为岛村速雄海军少将，划入上村彦之丞海军中将指挥的第二舰队。19日，第二舰队转为以竹敷要港部为基地，执行在对马海峡巡逻、掩护陆军在朝鲜的登陆等一系列行动。

### 后期至结局
1912年（大正元年）8月28日，日本海军修改了舰艇分类，取消原有的三等巡洋舰类别，将不足7000吨的巡洋舰全部划分为二等。新高因此划归二等巡洋舰之列。
1914年10月，新高编入第三艦隊，在南海、印度洋一带警戒。
1915年中起至1918年，新高、对马长期以開普敦为基地，协助英军巡逻欧亚航线。
1920年，日本干涉西伯利亚期间，新高在俄国远东地区执行警备任务。
1921年9月1日，新高的舰艇类别变更为二等海防舰。
1922年，新高舰长古贺琢一海军大佐率领新高偕同驱逐舰榉、槙等三舰从室蘭出发向北，执行渔船护航任务。8月25日，新高停泊在堪察加半島的奥焦尔纳亚基地，傍晚时分天气开始突变。新高的乘员开始流传着“千島群島是不是火山爆发了”的传闻。当晚暴风雨吹袭当地，半夜新高开始下双锚进行锚泊，同时舰内开始紧急升火。26日4时半左右风势加大，暴雨如注，巨浪涌上甲板并灌入舰内，锅炉室无法升火。05:30舰内感受到一阵冲击，同时逐渐右倾；到6时整舰倾覆。
次日（27日），新高的其中一名乘员冈田一等水兵被冲刷上岸，其后设法将新高遇难的情况发送了出去。当天中午第一驱逐队司令中川鞆信海军中佐接获报告，立即搭乘槙号从彼得罗巴甫洛夫斯克赶往事发地（原旗舰榉号螺旋桨受损无法行动）。28日中川一行赶到现场，距离奥焦尔纳亚河的河口以北约4海里、离海湾岸边400米，此时新高舰艏向着岸边呈横倒状态，舰桥龙骨的位置有一段左舷船腹露出了水面。槙号的救援人员循声凿开了一处锅炉舱的船腹，救出了困在舱内的15名轮机兵；同时又在轮机舱凿开了另外一个洞，但没有搜救到生还者，因此这15人（其中一人后来不治）和早前的冈田成为舰上仅有的幸存者，全舰官兵包括佣人共296人遇难。除此以外，海军还派出了运煤船野岛、装甲巡洋舰八雲前往事发地参加救援。
1923年（大正12年）4月1日，日本海军将新高从海军舰艇中除籍，并从舰艇类别等级表中除名。另外修理船关东负责在当地拆解新高的残骸。

## 历代舰长
下表系根据《日本海軍史》第9、10卷，以及《官報》进行整理。
- （兼）庄司义基 海军中佐：1903年7月21日 - 1903年12月28日
- 庄司义基 海军中佐：1903年12月28日 - 1905年12月20日
- 山县文藏 海军大佐：1905年12月20日 - 1906年8月30日
- 宫地貞辰 海军大佐：1906年8月30日 - 1906年11月22日
- 秀島成忠 海军中佐：1906年11月22日 - 1908年4月7日
- 中島市太郎 海军中佐：1908年4月7日 - 1908年12月23日
- 笠間直 海军大佐：1909年5月19日 -
- 樱野光正 海军中佐：1909年12月1日 - 1911年10月25日
- 榊原忠三郎 海军大佐：1911年10月25日 - 1912年12月1日
- 飯田久恒 海军大佐：1913年4月1日 - 1913年9月13日
- 秋泽芳馬 海军中佐：1913年9月13日 - 1914年5月27日
- 小林研藏 海军中佐：1914年8月13日 - 1914年10月30日
- 野崎小十郎 海军中佐：1914年10月30日 - 1915年3月20日
- 岩田秀雄 海军大佐：1915年4月1日[62] - 1916年12月1日
- 安村介一 海军大佐：1916年12月1日 - 1917年2月7日
- 犬塚太郎 海军大佐：1917年2月7日 - 1917年11月22日
- 黑瀬清一 海军大佐：1917年12月1日 - 1918年5月13日
- 名古屋為毅 海军大佐：1918年5月13日[63] - 1919年5月26日[64]
- 有田秀通 海军中佐：1919年5月26日[64] - 1920年11月20日
- （暂代）今村信次郎 海军中佐：1920年11月20日 - 1920年12月1日
- 今村信次郎 海军大佐：1920年12月1日 - 1921年9月2日[65]
- 野村仁作 海军大佐：1921年9月2日[65] - 1922年5月15日[66]
- 古賀琢一 海军大佐：1922年5月15日[66] - 1922年8月26日（遇难）

## 同级舰
- 对马号防护巡洋舰